# Décima Sétima Emenda à Constituição dos Estados Unidos
A Décima Sétima Emenda (Amendment XVII) à Constituição dos Estados Unidos estabeleceu a eleição direta dos senadores dos Estados Unidos em cada estado. A emenda substituiu o Artigo I, Seção 3, Cláusulas 1 e 2 da Constituição, segundo o qual os senadores eram eleitos pelos legislativos estaduais. Ela também altera o procedimento para o preenchimento de vagas no Senado, permitindo que os legislativos estaduais autorizem seus governadores a fazer nomeações temporárias até que uma eleição especial possa ser realizada.
A emenda foi proposta pelo 62º Congresso [en] em 1912 e tornou-se parte da Constituição em 8 de abril de 1913, após a ratificação por três quartos (36) dos legislativos estaduais. Os senadores em exercício não foram afetados até que seus mandatos expirassem. A transição começou com duas eleições especiais na Geórgia e em Maryland, e depois foi intensificada com a eleição de novembro de 1914; foi concluída em 4 de março de 1919, quando os senadores escolhidos pela eleição de novembro de 1918 [en] tomaram posse.

## Texto
O Senado dos Estados Unidos será composto por dois senadores de cada Estado, eleitos pelo povo, por seis anos, e cada senador terá direito a um voto. Os eleitores de cada Estado deverão ter as qualificações exigidas para os eleitores do ramo mais numeroso das legislaturas estaduais.
Quando ocorrerem vagas na representação de qualquer Estado no Senado, a autoridade executiva de tal Estado emitirá mandados de eleição para preencher tais vagas: desde que a legislatura de qualquer Estado possa autorizar o executivo a fazer nomeações temporárias até que o povo preencha as vagas por meio de eleição, conforme a legislatura determinar.

Esta emenda não deverá ser interpretada de modo a afetar a eleição ou o mandato de qualquer senador escolhido antes que ela se torne válida como parte da Constituição.

## Histórico

### Estrutura original

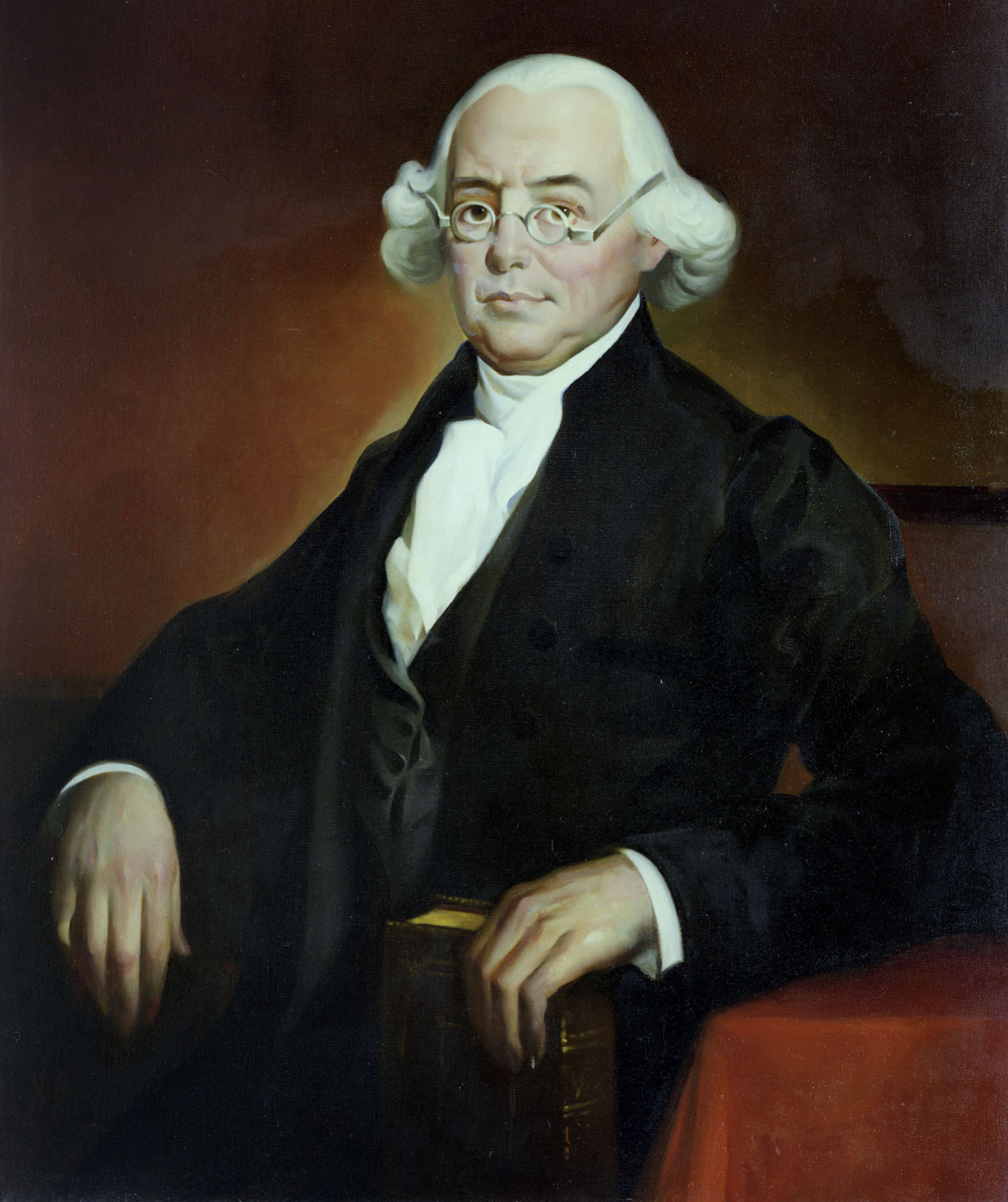
James Wilson foi o único membro da Convenção Constitucional que apoiou a eleição do Senado dos Estados Unidos pelo voto popular.

De acordo com o Artigo I, Seção 3, Cláusulas 1 e 2 da Constituição, cada legislatura estadual elegia os senadores de seu estado para um mandato de seis anos. Cada estado, independentemente do tamanho, tem direito a dois senadores como parte do Compromisso de Connecticut entre os estados pequenos e grandes. Isso contrastava com a Câmara dos Representantes, um órgão eleito pelo voto popular, e foi descrito como uma decisão incontroversa; na época, James Wilson era o único defensor da eleição popular do Senado, mas sua proposta foi derrotada por 10 a 1. Havia muitas vantagens no método original de eleição de senadores. Antes da Constituição, um corpo federal era aquele em que os estados efetivamente formavam nada mais do que tratados permanentes, com os cidadãos mantendo sua lealdade ao seu estado original. Entretanto, de acordo com a nova Constituição, o governo federal recebeu muito mais poder do que antes. O fato de as legislaturas estaduais elegerem os senadores garantiu aos antifederalistas que haveria alguma proteção contra o fato de o governo federal engolir os estados e seus poderes, além de proporcionar um controle sobre o poder do governo federal.
Além disso, os mandatos mais longos e o fato de não haver eleição popular transformaram o Senado em um órgão que poderia se opor ao populismo da Câmara. Enquanto os representantes operavam em um ciclo de eleições diretas de dois anos, o que os tornava frequentemente responsáveis perante seus eleitores, os senadores tinham uma visão mais distanciada das questões que chegavam ao Congresso. As legislaturas estaduais mantiveram o direito teórico de "instruir" seus senadores a votar a favor ou contra propostas, dando aos estados representação direta e indireta no governo federal. O Senado fazia parte de um bicameralismo formal, com os membros do Senado e da Câmara responsáveis por círculos eleitorais completamente distintos; isso ajudou a eliminar o problema de o governo federal estar sujeito a "interesses especiais". Os membros da Convenção Constitucional consideravam o Senado paralelo à Câmara dos Lordes britânica como uma "câmara alta", contendo os "melhores homens" da sociedade, mas melhorado, pois eles seriam conscientemente escolhidos pelas câmaras altas dos legislativos estaduais para mandatos fixos, e não meramente herdados para a vida toda, como no sistema britânico, sujeitos à expansão arbitrária de um monarca. Esperava-se que eles proporcionassem uma deliberação mais sábia e maior estabilidade do que a Câmara dos Deputados, devido ao status dos senadores.

### Questões

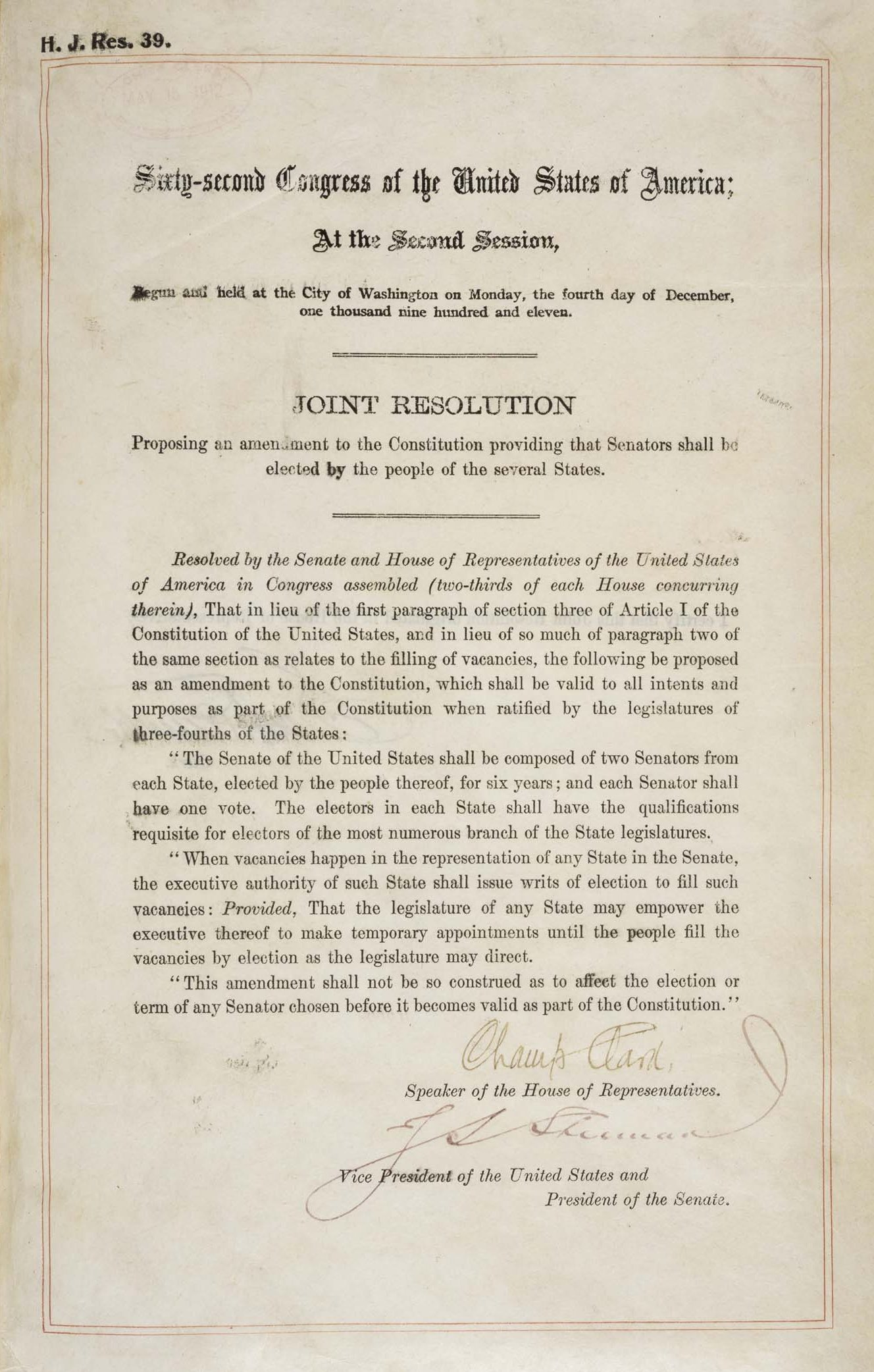
A Décima Sétima Emenda nos Arquivos Nacionais.

Aqueles que eram a favor de eleições populares para senadores acreditavam que dois problemas principais eram causados pelas disposições originais: corrupção legislativa e impasses eleitorais. Havia a sensação de que as eleições para senador eram "compradas e vendidas", mudando de mãos em troca de favores e somas de dinheiro, e não por causa da competência do candidato. Entre 1857 e 1900, o Senado investigou três eleições por corrupção. Em 1900, William A. Clark [en] teve sua eleição anulada depois que o Senado concluiu que ele havia comprado votos na legislatura de Montana. Contudo, os analistas conservadores Bybee e Todd Zywicki [en] acreditam que essa preocupação era em grande parte infundada, já que havia uma "escassez de informações concretas" sobre o assunto. Em mais de um século de eleições legislativas para senadores dos EUA, apenas dez casos foram contestados por alegações de impropriedade.
Os impasses eleitorais eram outro problema. Como as legislaturas estaduais eram encarregadas de decidir quem deveria ser indicado para senador, o sistema dependia da capacidade de concordância dessas legislaturas. Alguns estados não conseguiam e, por isso, atrasavam o envio de senadores ao Congresso, o que fez com que alguns locais ficassem sem representação no Senado. Os impasses começaram a se tornar um problema na década de 1850, com uma legislatura de Indiana sem acordo permitindo que uma cadeira no Senado ficasse vaga por dois anos. O ponto de inflexão ocorreu em 1865, com a eleição de John P. Stockton [en], que aconteceu depois que a legislatura de Nova Jersey mudou suas regras com relação à definição de quórum e, portanto, foi eleita por pluralidade em vez de por maioria absoluta.
Em 1866, o Congresso agiu para padronizar um processo de duas etapas para as eleições para o Senado. Na primeira etapa, cada câmara do legislativo estadual se reunia separadamente para votar. No dia seguinte, as câmaras se reuniam em uma "assembleia conjunta" para avaliar os resultados e, se a maioria das duas câmaras tivesse votado na mesma pessoa, ela seria eleita. Caso contrário, a assembleia conjunta votaria em um senador, com cada membro recebendo um voto. Se nenhuma pessoa obtivesse a maioria, a assembleia conjunta deveria continuar se reunindo todos os dias para realizar pelo menos uma votação até que um senador fosse eleito. No entanto, entre 1891 e 1905, 46 eleições foram paralisadas em 20 estados; em um exemplo extremo, uma cadeira no Senado de Delaware ficou sem preenchimento de 1899 a 1903. A realização de eleições também causou grandes transtornos nas legislaturas estaduais, com um terço da Câmara dos Deputados do Oregon optando por não fazer o juramento de posse em 1897 devido a uma disputa por uma vaga no Senado. Naquele ano, a legislatura do Oregon [en] não conseguiu aprovar leis.
Os impasses eram um problema, mas eram a exceção; muitas legislaturas não chegavam a um impasse nas eleições. A maioria dos que tiveram esse problema no século XIX eram os estados do oeste recém-admitidos, que sofriam com "legislaturas inexperientes e fraca disciplina partidária... à medida que as legislaturas do oeste ganhavam experiência, os impasses se tornavam menos frequentes". Outra preocupação era que, quando ocorriam impasses, as legislaturas estaduais não conseguiam conduzir seus outros negócios normais; James Christian Ure, escrevendo na South Texas Law Review, observa que isso não ocorreu de fato. Em uma situação de impasse, os legislativos estaduais tratavam do assunto realizando "uma votação no início do dia".
Por fim, percebeu-se que as eleições legislativas realizadas nos anos de eleição para o Senado em um estado se tornaram tão dominadas pelo negócio de escolher senadores que a escolha do estado para senador distraiu o eleitorado de todas as outras questões pertinentes. O senador John H. Mitchell [en] observou que o Senado se tornou a "questão vital" em todas as campanhas legislativas, com as posições políticas e as qualificações dos candidatos ao legislativo estadual ignoradas pelos eleitores que estavam mais interessados na eleição indireta para o Senado. Para remediar isso, algumas legislaturas estaduais criaram "eleições consultivas" que serviram como eleições gerais de fato, permitindo que as campanhas legislativas se concentrassem em questões locais.

### Pedidos de reforma

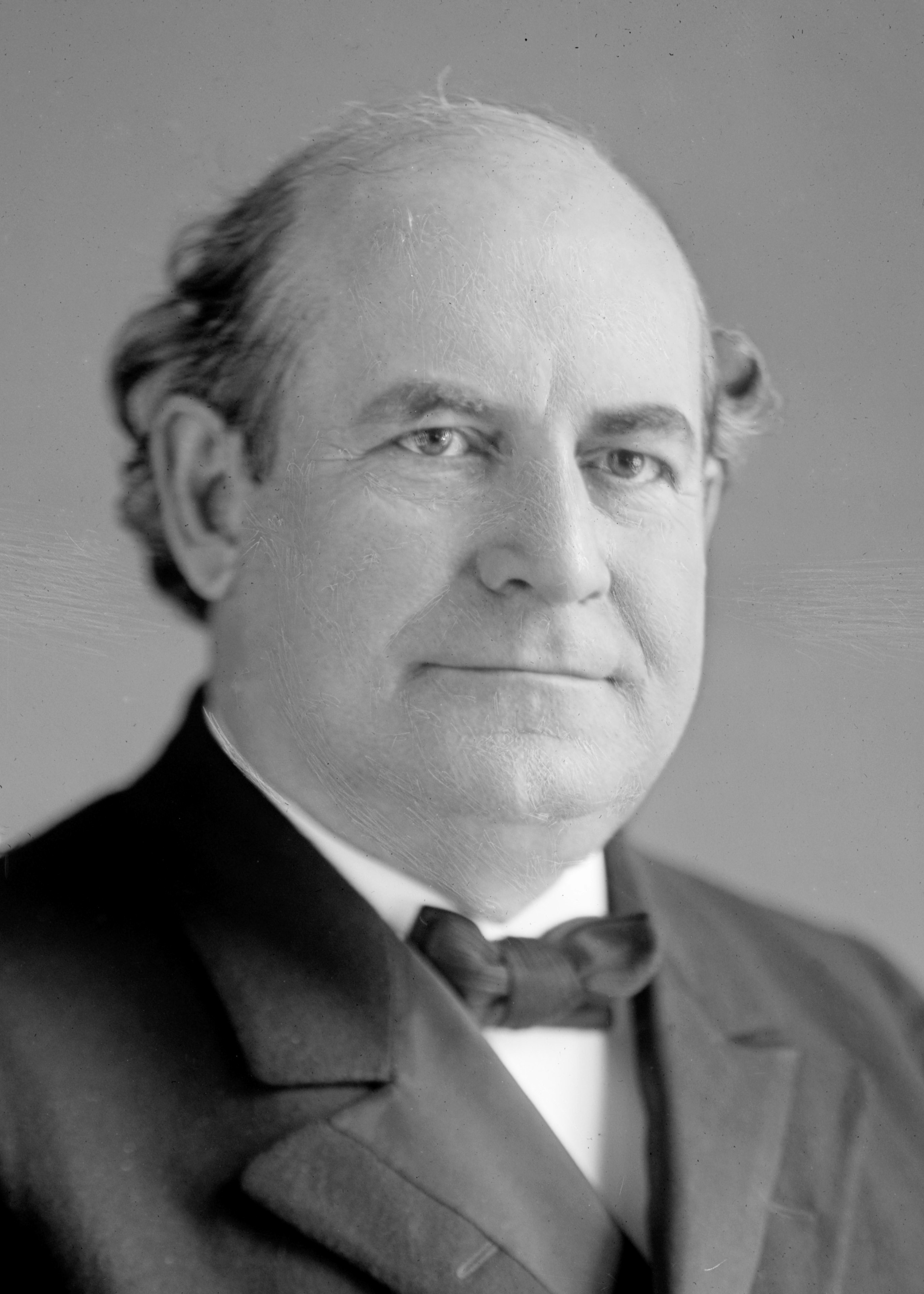
William Jennings Bryan fez campanha para a eleição popular de senadores dos EUA.

As solicitações de uma emenda constitucional com relação às eleições para o Senado começaram no início do século XIX, com Henry R. Storrs [en] propondo, em 1826, uma emenda para prever a eleição popular. Emendas semelhantes foram apresentadas em 1829 e 1855; em 1868, Andrew Johnson levantou a questão e considerou os méritos da ideia "tão palpáveis" que nenhuma explicação adicional foi necessária. Na década de 1860, houve uma grande disputa no Congresso sobre a questão, com a Câmara e o Senado votando para vetar a nomeação de John P. Stockton para o Senado devido à sua aprovação por uma pluralidade do Legislativo de Nova Jersey em vez de uma maioria. Em reação, o Congresso aprovou um projeto de lei em julho de 1866 que exigia que os legislativos estaduais elegessem senadores por maioria absoluta.
Na década de 1890, o apoio à introdução da eleição direta para o Senado havia aumentado substancialmente, e os reformadores trabalharam em duas frentes. Na primeira frente, o  Partido Popular incorporou a eleição direta de senadores em sua Plataforma de Omaha [en], adotada em 1892. Em 1908, o Oregon aprovou a primeira lei que baseava a seleção de senadores dos EUA em um voto popular. Os defensores da eleição popular observaram que dez estados já tinham primárias não vinculantes para candidatos ao Senado, nas quais os candidatos eram votados pelo público, servindo efetivamente como referendos consultivos que instruíam as legislaturas estaduais sobre como votar; os reformadores fizeram campanha para que mais estados introduzissem um método semelhante.
William Randolph Hearst conquistou o público em todo o país para a eleição direta de senadores dos EUA em uma série de artigos de 1906, usando linguagem extravagante, atacando "A traição do Senado" em sua revista Cosmopolitan. David Graham Philips descreveu Nelson Aldrich, de Rhode Island, como o principal "traidor" entre os que controlavam o Senado por meio de roubo, perjúrio e suborno, corrompendo as legislaturas estaduais para conseguir ser eleito para o Senado. Algumas legislaturas estaduais começaram a solicitar ao Congresso a eleição direta de senadores. Em 1893, a Câmara tinha os dois terços de votos para essa emenda. No entanto, quando a resolução conjunta chegou ao Senado, ela fracassou por negligência, como aconteceu novamente em 1900, 1904 e 1908; todas as vezes a Câmara aprovou a resolução apropriada e todas as vezes ela morreu no Senado.
Na segunda frente legislativa nacional, os reformadores trabalharam em prol de uma emenda constitucional, que foi fortemente apoiada pela Câmara dos Deputados, mas inicialmente teve a oposição do Senado. Bybee observa que os legislativos estaduais, que perderiam o poder se as reformas fossem aprovadas, apoiaram a campanha. Em 1910, 31 legislaturas estaduais haviam aprovado resoluções pedindo uma emenda constitucional que permitisse a eleição direta e, no mesmo ano, dez senadores republicanos que se opunham à reforma foram forçados a deixar seus assentos, agindo como um "alerta para o Senado".
Entre os reformadores estava William Jennings Bryan, enquanto os oponentes contavam com figuras respeitadas como Elihu Root e George Frisbie Hoar [en]; Root se preocupava tanto com a questão que, após a aprovação da Décima Sétima Emenda, recusou-se a concorrer à reeleição para o Senado. Bryan e os reformadores defenderam a eleição popular destacando as falhas que viam no sistema existente, especificamente a corrupção e os impasses eleitorais, e despertando o sentimento populista. O mais importante foi o argumento populista: a necessidade de "despertar nos senadores (...) um senso mais agudo de responsabilidade para com o povo", o que, na opinião deles, não existia; a eleição por meio de legislaturas estaduais era vista como um anacronismo que estava em descompasso com os desejos do povo americano e que havia levado o Senado a se tornar "uma espécie de órgão aristocrático". A colonização do Oeste e a contínua absorção de centenas de milhares de imigrantes ampliaram o sentido de "o povo".
Hoar respondeu que "o povo" era um órgão menos permanente e menos confiável do que os legislativos estaduais, e que transferir a responsabilidade pela eleição de senadores para eles faria com que ela passasse para as mãos de um órgão que "[durava] apenas um dia" antes de mudar. Outros contra-argumentos foram que senadores renomados não poderiam ter sido eleitos diretamente e que, como um grande número de senadores tinha experiência na Câmara (que já era eleita diretamente), uma emenda constitucional seria inútil. Os oponentes consideravam que a reforma ameaçava os direitos e a independência dos estados, que eram "soberanos, com direito (...) a ter um ramo separado do Congresso (...) para o qual poderiam enviar seus embaixadores". Isso foi rebatido com o argumento de que uma mudança no modo como os senadores eram eleitos não alteraria suas responsabilidades.
A turma de calouros do Senado de 1910 trouxe novas esperanças para os reformadores. Quatorze dos trinta senadores recém-eleitos haviam sido eleitos por meio de primárias partidárias, o que equivalia a uma escolha popular em seus estados. Mais da metade dos estados tinha alguma forma de seleção primária para o Senado. O Senado finalmente se juntou à Câmara para apresentar a Décima Sétima Emenda aos estados para ratificação, quase noventa anos depois de ter sido apresentada pela primeira vez ao Senado em 1826.
Em 1912, 239 partidos políticos, tanto em nível estadual quanto nacional, haviam prometido alguma forma de eleição direta e 33 estados haviam introduzido o uso de primárias diretas. Vinte e sete estados haviam convocado uma convenção constitucional [en] sobre o assunto, sendo que eram necessários 31 estados para atingir o limite; o Arizona e o Novo México se tornaram estados naquele ano (elevando o número total de estados para 48) e esperava-se que apoiassem a moção. O Alabama e o Wyoming, que já eram estados, haviam aprovado resoluções a favor de uma convenção sem convocá-la formalmente.

## Proposta e ratificação

### Proposta no Congresso
Em 1911, a Câmara dos Deputados aprovou a Resolução Conjunta 39 da Câmara, propondo uma emenda constitucional para a eleição direta de senadores. A resolução original aprovada pela Câmara continha a seguinte cláusula:
Os horários, os locais e a maneira de realizar as eleições para senadores serão prescritos em cada Estado pela respectiva legislatura.
Essa cláusula, chamada de "race rider", teria fortalecido os poderes dos estados sobre as eleições para senadores e enfraquecido os do Congresso, anulando o poder do Congresso de anular as leis estaduais que afetam a forma das eleições para senadores.
Desde a década de 1890, quase todos os negros do Sul e muitos brancos pobres haviam sido privados [en] de seus direitos por novas disposições nas constituições estaduais que, na prática, eram discriminatórias. Isso significava que esses milhões de pessoas não tinham representação política, e a maior parte do Sul era de fato um estado de partido único. O objetivo da "race rider" era permitir que esses estados continuassem com essas práticas, protegidos de qualquer interferência federal.
Quando a resolução foi apresentada ao Senado, o senador Joseph L. Bristow [en] propôs uma emenda que eliminava a cláusula. Essa emenda foi aprovada por 45 votos contra 44, depois que o vice-presidente Sherman deu o voto de desempate. A resolução emendada foi adotada por 64 votos a 24, sendo que quatro não votaram. Quase um ano depois, a Câmara aceitou a mudança. O relatório da conferência que se tornaria a Décima Sétima Emenda foi aprovado pelo Senado por 42 votos a 36 em 12 de abril de 1912 e pela Câmara por 238 votos a 39, com 110 não votantes, em 13 de maio de 1912.

### Ratificação pelos estados

Ratificadores originais da emenda
Ratificado após a aprovação
Emenda rejeitada
Nenhuma ação foi tomada com relação à emenda

Depois de aprovada pelo Congresso, a emenda foi enviada aos estados para ratificação e foi ratificada por:
- Massachusetts: 22 de maio de 1912;
- Arizona: 3 de junho de 1912;
- Minnesota: 10 de junho de 1912;
- Nova York: 15 de janeiro de 1913;
- Kansas: 17 de janeiro de 1913;
- Oregon: 23 de janeiro de 1913;
- Carolina do Norte: 25 de janeiro de 1913;
- Califórnia: 28 de janeiro de 1913;
- Michigan: 28 de janeiro de 1913;
- Iowa: 30 de janeiro de 1913;
- Montana: 30 de janeiro de 1913;
- Idaho: 31 de janeiro de 1913;
- Virgínia Ocidental: 4 de fevereiro de 1913;
- Colorado: 5 de fevereiro de 1913;
- Nevada: 6 de fevereiro de 1913;
- Texas: 7 de fevereiro de 1913;
- Washington: 7 de fevereiro de 1913;
- Wyoming: 8 de fevereiro de 1913;
- Arkansas: 11 de fevereiro de 1913;
- Maine: 11 de fevereiro de 1913;
- Illinois: 13 de fevereiro de 1913;
- Dakota do Norte: 14 de fevereiro de 1913;
- Wisconsin: 18 de fevereiro de 1913;
- Indiana: 19 de fevereiro de 1913;
- New Hampshire: 19 de fevereiro de 1913;
- Vermont: 19 de fevereiro de 1913;
- Dakota do Sul: 19 de fevereiro de 1913;
- Oklahoma: 24 de fevereiro de 1913;
- Ohio: 25 de fevereiro de 1913;
- Missouri: 7 de março de 1913;
- Novo México: 13 de março de 1913;
- Nebraska: 14 de março de 1913;
- New Jersey: 17 de março de 1913;
- Tennessee: 1º de abril de 1913;
- Pennsylvania: 2 de abril de 1913;
- Connecticut: 8 de abril de 1913;

Depois que 36 estados ratificaram a Décima Sétima Emenda, ela foi certificada pelo Secretário de Estado William Jennings Bryan em 31 de maio de 1913, como parte da Constituição. A emenda foi posteriormente ratificada por:
- Louisiana: 11 de junho de 1914;
- Alabama: 11 de abril de 2002;
- Delaware: 1º de julho de 2010 (após rejeitar a emenda em 18 de março de 1913);
- Maryland: 1º de abril de 2012;[23][24][25]
- Rhode Island: 20 de junho de 2014.

A Joseph L. Bristow [en] legislatura de Utah rejeitou a emenda em 26 de fevereiro de 1913. Nenhuma ação sobre a emenda foi concluída pela Flórida, Geórgia, Kentucky, Mississippi, Carolina do Sul, Virgínia, Alasca ou Havaí. O Alasca e o Havaí ainda não eram estados na época da proposta da emenda e nunca tomaram nenhuma medida oficial para apoiar ou se opor à emenda desde que se tornaram estados.

## Impacto
De acordo com o juiz Bybee, a Décima Sétima Emenda teve um impacto dramático na composição política do Senado dos EUA. Antes de a Suprema Corte exigir "um homem, um voto [en]" no caso Reynolds v. Sims [en] (1964), a má distribuição dos legislativos estaduais era comum. Por exemplo, os condados rurais e as cidades podiam receber "peso igual" nos legislativos estaduais, permitindo que um voto rural equivalesse a 200 votos urbanos. As legislaturas estaduais mal distribuídas teriam dado aos republicanos o controle do Senado nas eleições de 1916. Com a eleição direta, cada voto foi representado igualmente, e os democratas mantiveram o controle do Senado.
A reputação de legislaturas estaduais corruptas e arbitrárias continuou a diminuir à medida que o Senado se juntou à Câmara dos Deputados na implementação de reformas populares. Bybee argumentou que a emenda levou à completa "ignomínia" dos legislativos estaduais sem o apoio de um controle do Congresso com base no estado. Nas décadas seguintes à Décima Sétima Emenda, o governo federal pôde adotar medidas progressistas. No entanto, Schleiches argumenta que a separação das legislaturas estaduais e do Senado teve um efeito benéfico sobre os estados, pois levou as campanhas legislativas estaduais a se concentrarem em questões locais e não nacionais.
A legislação do New Deal é outro exemplo da expansão da regulamentação federal sobrepondo-se às legislaturas estaduais que promoviam seus interesses locais em carvão, petróleo, milho e algodão. Ure concorda, dizendo que, além de cada senador estar agora livre para ignorar os interesses de seu estado, os senadores "têm incentivo para usar seus poderes de aconselhamento e consentimento para instalar juízes da Suprema Corte que estejam inclinados a aumentar o poder federal às custas da soberania do estado". Durante a primeira metade do século XX, com um Senado eleito pelo povo confirmando as indicações, tanto republicanas quanto democratas, a Suprema Corte começou a aplicar a Declaração de Direitos aos estados, anulando as leis estaduais sempre que elas prejudicavam os cidadãos estaduais. Seu objetivo era limitar a influência dos ricos.

### Preenchimento de vagas
A Décima Sétima Emenda exige que o governador convoque uma eleição especial para preencher as vagas no Senado. Ela também permite que a legislatura de um estado permita que seu governador faça nomeações temporárias, que duram até que uma eleição especial seja realizada para preencher a vaga. Atualmente, todos os estados, com exceção de quatro (Dakota do Norte, Oregon, Rhode Island e Wisconsin), permitem essas nomeações. A Constituição não define como o nomeado temporário deve ser selecionado.

### Primeiras eleições diretas para o Senado
Oklahoma, admitido como estado em 1907, escolheu um senador por eleição legislativa três vezes: duas vezes em 1907, quando foi admitido, e uma vez em 1908. Em 1912, Oklahoma reelegeu Robert Owen [en] pelo voto popular consultivo. O Oregon realizou primárias em 1908, nas quais os partidos apresentariam candidatos para esse cargo, e a legislatura estadual se comprometeu a escolher o vencedor como o novo senador.
O Novo México, que se tornou estado em 1912, escolheu apenas seus dois primeiros senadores pelo legislativo. O Arizona, que se tornou estado em 1912, escolheu seus dois primeiros senadores por voto popular consultivo. O Alasca e o Havaí, que se tornaram estados em 1959, nunca escolheram um senador dos EUA pelo legislativo.
A primeira eleição sujeita à Décima Sétima Emenda foi uma eleição tardia na Geórgia [en], realizada em 15 de junho de 1913. Augustus Bacon [en], no entanto, não teve oposição. As primeiras eleições diretas para o Senado após a adoção da Décima Sétima Emenda foram:
- Maryland, 4 de novembro de 1913: uma eleição especial de classe 1 devido a uma vaga, para um mandato que terminou em 1917;
- Alabama, 11 de maio de 1914: uma eleição especial de classe 3 devido a uma vaga, para um mandato que terminou em 1915;
- Em todo o país, em 1914 [en]: Todos os 32 senadores da classe 3, mandato 1915-1921;
- Em todo o país em 1916 [en]: Todos os 32 senadores da classe 1, mandato 1917-1923;
- Em todo o país em 1918 [en]: Todos os 32 senadores de classe 2, mandato 1919-1925.

### Casos judiciais e controvérsias de interpretação
No caso Trinsey v. Pennsylvania [en] (1991), o Tribunal de Apelações dos Estados Unidos para o Terceiro Circuito se deparou com uma situação em que, após a morte do senador John Heinz [en] da Pensilvânia, o governador Bob Casey havia providenciado um substituto e uma eleição especial que não incluía uma primária. Um eleitor e candidato em potencial, John S. Trinsey Jr., argumentou que a falta de uma primária violava a Décima Sétima Emenda e seu direito de votar de acordo com a Décima Quarta Emenda. O Terceiro Circuito rejeitou esses argumentos, determinando que a Décima Sétima Emenda não exige primárias.
Outro tema de análise é se as leis que restringem a autoridade dos governadores de nomear substitutos temporários são constitucionais. Vikram Amar [en], escrevendo no Hastings Constitutional Law Quarterly, alega que a exigência do Wyoming de que seu governador preencha uma vaga de senador nomeando uma pessoa do mesmo partido da pessoa que desocupou a cadeira viola a Décima Sétima Emenda. Isso se baseia no texto da Décima Sétima Emenda, que afirma que "o legislativo de qualquer estado pode autorizar o executivo a fazer nomeações temporárias". A emenda apenas autoriza o legislativo a delegar a autoridade ao governador e, uma vez que essa autoridade tenha sido delegada, não permite que o legislativo intervenha. A autoridade é para decidir se o governador terá o poder de nomear senadores temporários, não quem o governador pode nomear. Sanford Levinson [en], em sua refutação a Amar, argumenta que, em vez de se engajar em uma interpretação textual, aqueles que examinam o significado das disposições constitucionais devem interpretá-las da maneira que proporcione o maior benefício, e que o fato de os legisladores poderem restringir a autoridade de nomeação do governador proporciona um benefício substancial aos estados.

### Esforços de reforma e revogação
Apesar das controvérsias sobre os efeitos da Décima Sétima Emenda, surgiram defensores da reforma ou revogação da emenda. No início do governo do presidente Barack Obama, em 2009, quatro senadores democratas em exercício deixaram o Senado para assumir cargos no Poder Executivo: Obama (Presidente), Joe Biden (Vice-Presidente), Hillary Clinton (Secretária de Estado) e Ken Salazar [en] (Secretário do Interior). Surgiram controvérsias sobre as nomeações de sucessores feitas pelo governador de Illinois, Rod Blagojevich, e pelo governador de Nova York, David Paterson. Surgiu um novo interesse em abolir a cláusula de indicação do governador pelo Senado. Assim, o senador Russ Feingold, de Wisconsin, e o deputado David Dreier [en], da Califórnia, propuseram uma emenda para remover esse poder; os senadores John McCain e Dick Durbin tornaram-se co-patrocinadores, assim como o deputado John Conyers [en].
Alguns membros do movimento Tea Party defenderam a revogação total da Décima Sétima Emenda, alegando que ela protegeria os direitos dos estados e reduziria o poder do governo federal. Em 2 de março de 2016, a legislatura de Utah aprovou a Resolução Conjunta do Senado nº 2, solicitando ao Congresso que oferecesse uma emenda à Constituição dos Estados Unidos que revogasse a Décima Sétima Emenda. Até 2010, nenhum outro estado havia apoiado tal emenda, e alguns políticos que haviam feito declarações a favor da revogação da emenda posteriormente reverteram sua posição.
Em 28 de julho de 2017, depois que os senadores republicanos John McCain, Susan Collins e Lisa Murkowski votaram contra a Lei Americana de Cuidados com a Saúde de 2017 [en], que teria revogado a Lei de Proteção e Cuidado Acessível ao Paciente, o ex-governador do Arkansas Mike Huckabee endossou a revogação da Décima Sétima Emenda. Ele afirmou que os senadores escolhidos pelas legislaturas estaduais "trabalharão para seus estados e respeitarão [a Décima Emenda]".
Em setembro de 2020, o senador Ben Sasse, de Nebraska, endossou a revogação da Décima Sétima Emenda em um artigo de opinião do Wall Street Journal.